# Grupo modular
En matemáticas, el grupo modular es el grupo lineal especial proyectivo PSL(2, Z) de matrices de orden 2 × 2 con coeficientes enteros y determinante 1. Las matrices A y −A se identifican entre sí. El grupo modular actúa en la mitad superior del plano complejo mediante transformaciones lineales fraccionarias. El nombre "grupo modular" proviene de su relación con los espacios modulares y no guarda relación con la aritmética modular.

## Definición
El grupo modular Γ es el grupo de transformaciones fraccionales lineales de la mitad superior del plano complejo, que tienen la forma
{\displaystyle z\mapsto {\frac {az+b}{cz+d}},}
donde a, b, c, d son números enteros y ad − bc = 1. La operación de grupo es una función compuesta.
Este grupo de transformaciones es isomorfo al grupo lineal especial proyectivo PSL(2, Z), que es el cociente del grupo lineal especial bidimensional SL(2, Z) sobre los enteros por su centro {I, −I}. En otras palabras, PSL(2, Z) consta de todas las matrices
{\displaystyle {\begin{pmatrix}a&b\\c&d\end{pmatrix}}}
donde a, b, c, d son números enteros, ad − bc = 1 y los pares de matrices A y −A se consideran idénticos. La operación del grupo es la multiplicación de matrices habitual.
Algunos autores definen el grupo modular como PSL(2, Z), y otros lo definen como el grupo más grande de SL(2, Z).
Algunas relaciones matemáticas requieren la consideración del grupo GL(2, Z) de matrices con determinante más o menos uno (SL(2, Z) es un subgrupo de este grupo). De manera similar, PGL(2, Z) es el grupo de cocientes GL(2, Z)/{I, −I}. Una matriz 2 × 2 con determinante unitario es una matriz simpléctica y, por tanto, SL(2, Z) = Sp(2, Z), el grupo simpléctico de las matrices de orden 2 × 2.

### Determinación de sus elementos
Para encontrar explícitamente una matriz 
{\displaystyle {\begin{pmatrix}a&x\\b&y\end{pmatrix}}}
 en SL(2, Z), se comienza con dos enteros coprimos {\displaystyle a,b} y se resuelve la ecuación del determinante 
{\displaystyle ay-bx=1.}
 (obsérvese que la ecuación del determinante obliga a {\displaystyle a,b} a ser coprimos, ya que de lo contrario habría un factor {\displaystyle c} tal que {\displaystyle ca'=a}, {\displaystyle cb'=b}, y por lo tanto, 
{\displaystyle c(a'y-b'x)=1}
 no tendría soluciones enteras). Por ejemplo, si {\displaystyle a=7,{\text{ }}b=6} entonces la ecuación del determinante implica que 
{\displaystyle 7y-6x=1}
 y tomando {\displaystyle y=-5} y {\displaystyle x=-6} da {\displaystyle -35-(-36)=1}, por lo tanto, 
{\displaystyle {\begin{pmatrix}7&-6\\6&-5\end{pmatrix}}}
 es una matriz buscada. Entonces, usando la proyección, estas matrices definen elementos en PSL(2, Z).

## Propiedades teóricas de los términos
El determinante unidad de
{\displaystyle {\begin{pmatrix}a&b\\c&d\end{pmatrix}}}
implica que las fracciones ab, ac, cd, bd son todas irreducibles, es decir, no tienen factores comunes (siempre que los denominadores sean distintos de cero, por supuesto). De manera más general, si pq es una fracción irreducible, entonces
{\displaystyle {\frac {ap+bq}{cp+dq}}}
también es irreducible (de nuevo, siempre que el denominador sea distinto de cero). Cualquier par de fracciones irreducibles se puede conectar de esta manera; es decir, para cualquier par pq y rs de fracciones irreducibles, existen elementos
{\displaystyle {\begin{pmatrix}a&b\\c&d\end{pmatrix}}\in \operatorname {SL} (2,\mathbf {Z} )}
tal que
{\displaystyle r=ap+bq\quad {\mbox{ y }}\quad s=cp+dq.}
Los elementos del grupo modular proporcionan una simetría en la retícula bidimensional. Sean ω1 y ω2 dos números complejos cuya razón no es real. Entonces el conjunto de puntos
{\displaystyle \Lambda (\omega _{1},\omega _{2})=\{m\omega _{1}+n\omega _{2}:m,n\in \mathbf {Z} \}}
es una red de paralelogramos en el plano. Un par diferente de vectores α1 y α2 generarán exactamente el mismo entramado si y solo si
{\displaystyle {\begin{pmatrix}\alpha _{1}\\\alpha _{2}\end{pmatrix}}={\begin{pmatrix}a&b\\c&d\end{pmatrix}}{\begin{pmatrix}\omega _{1}\\\omega _{2}\end{pmatrix}}}
para alguna matriz en GL(2, Z). Es por esta razón que una función doblemente periódica, como la función elíptica, poseen una simetría de grupo modular.
La acción del grupo modular sobre los números racionales se puede entender más fácilmente imaginando una retícula cuadrada, con el punto (p, q) correspondiente a la fracción pq (véase huerto de Euclides). Una fracción irreducible es aquella que es "visible" desde el origen; la acción del grupo modular sobre una fracción nunca lleva de un valor "visible" (irreducible) a uno "oculto" (reducible), y viceversa.
Téngase en cuenta que cualquier miembro del grupo modular aplica la recta real proyectada extendida uno a uno sobre sí misma, y además aplica biyectivamente la recta racional proyectada extendida (los racionales con el infinito) sobre sí misma, los irracionales sobre los irracionales, los trascendentes sobre los trascendentes, los números no reales sobre los números no reales, el semiplano superior sobre semiplano superior, etcétera.
Si pn−1qn−1 y pnqn son dos términos convergentes sucesivos de una fracción continua, entonces la matriz
{\displaystyle {\begin{pmatrix}p_{n-1}&p_{n}\\q_{n-1}&q_{n}\end{pmatrix}}}
pertenece a GL(2, Z). En particular, si bc − ad = 1 para enteros positivos a, b, c, d con a < b y c < d, entonces ab y cd serán elementos vecinos en la sucesión de Farey de orden max(b, d). Los casos especiales importantes de términos convergentes de fracciones continuas incluyen la sucesión de Fibonacci y las soluciones de la ecuación de Pell. En ambos casos, los números se pueden organizar para formar un subconjunto que forma un semigrupo del grupo modular.

## Propiedades teóricas de grupo

### Presentación
Se puede demostrar que el grupo modular es generado mediante las dos transformaciones
{\displaystyle {\begin{aligned}S&:z\mapsto -{\frac {1}{z}}\\T&:z\mapsto z+1\end{aligned}}}
de modo que cada elemento del grupo modular pueda ser representado (de manera no única) por la composición de potencias de S y T. Geométricamente, S representa la inversión en el círculo unitario seguida de una reflexión con respecto al eje imaginario, mientras que T representa una traslación unitaria hacia la derecha.
Los generadores S y T obedecen a las relaciones S2 = 1 y (ST)3 = 1. Se puede demostrar que se trata de un conjunto completo de relaciones, por lo que el grupo modular tiene la presentación:
{\displaystyle \Gamma \cong \left\langle S,T\mid S^{2}=I,\left(ST\right)^{3}=I\right\rangle }
Esta presentación describe el grupo modular como el grupo triangular D(2, 3, ∞) rotacional (infinito, ya que no hay relación en T) y, por lo tanto, se asigna a todos los grupos de triángulos (2, 3, n) agregando la relación Tn = 1, que ocurre, por ejemplo, en un subgrupo de congruencia Γ(n).
Usando los generadores S y ST en lugar de S y T, se demuestra cómo el grupo modular es isomorfo al producto libre de grupos de los grupos cíclicos C2 y C3:
{\displaystyle \Gamma \cong C_{2}*C_{3}}

Acción de T : z ↦ z + 1 sobre H
Acción de S : z ↦ −1z sobre H

### Grupo de trenzas

El grupo de trenzas B_{3} es la extensión central universal del grupo modular

El grupo de trenzas B3 es la extensión central universal del grupo modular, asentadas como retículas dentro del grupo de cobertura universal (topológico) SL2(R) → PSL2(R). Además, el grupo modular tiene un centro trivial y, por lo tanto, el grupo modular es isomorfo al grupo cociente de B3 módulo su centro; de manera equivalente, al grupo de automorfismos internos de B3.
El grupo de trenzas B3 a su vez es isomorfo al nudo de trébol del grupo de nudos.

### Cocientes
Los cocientes por subgrupos de congruencia son de gran interés.
Otros cocientes importantes son los grupos de triángulos (2, 3, n), que corresponden geométricamente a descender a un cilindro, realizando el cociente de la coordenada x módulo n, como Tn = (z ↦ z+n). (2, 3, 5) es el grupo de simetría icosaedral, y el grupo triangular (2, 3, 7) (y el teselado asociado) es un recubrimiento para todas las superficies de Hurwitz.

### Presentando como un grupo matricial
El grupo {\displaystyle {\text{SL}}_{2}(\mathbb {Z} )} puede ser generado por las dos matrices
{\displaystyle S={\begin{pmatrix}0&-1\\1&0\end{pmatrix}},{\text{ }}T={\begin{pmatrix}1&1\\0&1\end{pmatrix}}}
ya que
{\displaystyle S^{2}=-I_{2},{\text{ }}(ST)^{3}={\begin{pmatrix}0&-1\\1&1\end{pmatrix}}^{3}=-I_{2}}
La proyección {\displaystyle {\text{SL}}_{2}(\mathbb {Z} )\to {\text{PSL}}_{2}(\mathbb {Z} )} convierte estas matrices en generadores de {\displaystyle {\text{PSL}}_{2}(\mathbb {Z} )}, con relaciones similares a la presentación de grupo.

## Relación con la geometría hiperbólica
El grupo modular es importante porque forma un subgrupo del grupo de isometrías del plano hiperbólico. Si se considera el modelo del semiplano superior H de la geometría del plano hiperbólico, entonces el grupo de todas las isometrías con preservación de la orientación de H constan de todas las transformaciones de Möbius de la forma
{\displaystyle z\mapsto {\frac {az+b}{cz+d}}}
donde a, b, c, d son números reales. En términos de coordenadas homogéneas, el grupo PSL(2, R) actúa en el semiplano superior H por proyectividad:
{\displaystyle [z,\ 1]{\begin{pmatrix}a&c\\b&d\end{pmatrix}}\,=\,[az+b,\ cz+d]\,\thicksim \,\left[{\frac {az+b}{cz+d}},\ 1\right].}
Esta acción es fiel. Dado que PSL(2, Z) es un subgrupo de PSL(2, R), el grupo modular es un subgrupo del grupo de isometrías que preservan la orientación de H.

### Teselación del plano hiperbólico

Un dominio fundamental típico para la acción de Γ en el semiplano superior

El grupo modular Γ actúa sobre H como un subgrupo discreto de PSL(2, R), es decir, para cada z en H se puede encontrar un entorno de z que no contiene ningún otro elemento de la órbita de z. Esto también significa que se puede construir el dominio fundamental, que (aproximadamente) contienen exactamente un representante de la órbita de cada z en H (los límites del dominio se deben elegir cuidadosamente).
Hay muchas formas de construir un dominio fundamental, pero una opción común es la región
{\displaystyle R=\left\{z\in \mathbf {H} \colon \left|z\right|>1,\,\left|\,{\mbox{Re}}(z)\,\right|<{\tfrac {1}{2}}\right\}}
delimitada por las rectas verticales Re(z) = 12 y Re(z) = −12, y el círculo | z | = 1. Esta región es un triángulo hiperbólico. Tiene vértices en 12 + i√32 y −12 + i√32, donde el ángulo entre sus lados es π3, y un tercer vértice en el infinito, donde el ángulo entre sus lados es 0.
Al transformar esta región a su vez por cada uno de los elementos del grupo modular, se crea un teselado regular del plano hiperbólico mediante triángulos hiperbólicos congruentes conocido como teselado triangular de orden infinito V6.6.∞. Debe tenerse en cuenta que cada uno de estos triángulos tiene un vértice en el infinito o en el eje real Im(z) = 0. Este teselado se puede extender al disco de Poincaré, donde cada triángulo hiperbólico tiene un vértice en el límite del disco. El teselado del disco de Poincaré viene dado de forma natural por el J-invariante, que es invariante bajo el grupo modular, y alcanza cada número complejo una vez en cada triángulo de estas regiones.
Esta teselación se puede refinar ligeramente, dividiendo cada región en dos mitades (convencionalmente coloreadas en blanco y negro), agregando una aplicación de inversión de orientación; los colores corresponden entonces a la orientación del dominio. Al agregar (x, y) ↦ (−x, y) y tomar la mitad derecha de la región R (donde Re(z) ≥ 0) se obtiene la teselación habitual. Esta teselación apareció descrita por primera vez en (Klein, 1878/79a), donde se acredita a Richard Dedekind, en referencia a (Dedekind, 1877).

Visualización de la aplicación (2, 3, ∞) → (2, 3, 7) transformando los teselados asociados

La aplicación de los grupos (2, 3, ∞) → (2, 3, n) (del grupo modular al grupo triangular) se puede visualizar en términos de este mosaico (produciendo un mosaico en la curva modular), como se muestra en la animación de la derecha.
| Teselados uniformes paracompactos en la familia [∞,3] | Teselados uniformes paracompactos en la familia [∞,3] | Teselados uniformes paracompactos en la familia [∞,3] | Teselados uniformes paracompactos en la familia [∞,3] | Teselados uniformes paracompactos en la familia [∞,3] | Teselados uniformes paracompactos en la familia [∞,3] | Teselados uniformes paracompactos en la familia [∞,3] | Teselados uniformes paracompactos en la familia [∞,3] | Teselados uniformes paracompactos en la familia [∞,3] | Teselados uniformes paracompactos en la familia [∞,3] | Teselados uniformes paracompactos en la familia [∞,3] |
| Simetría: [∞,3], (*∞32)                               | Simetría: [∞,3], (*∞32)                               | Simetría: [∞,3], (*∞32)                               | Simetría: [∞,3], (*∞32)                               | Simetría: [∞,3], (*∞32)                               | Simetría: [∞,3], (*∞32)                               | Simetría: [∞,3], (*∞32)                               | [∞,3]+ (∞32)                                          | [1+,∞,3] (*∞33)                                       | [1+,∞,3] (*∞33)                                       | [∞,3+] (3*∞)                                          |
| ----------------------------------------------------- | ----------------------------------------------------- | ----------------------------------------------------- | ----------------------------------------------------- | ----------------------------------------------------- | ----------------------------------------------------- | ----------------------------------------------------- | ----------------------------------------------------- | ----------------------------------------------------- | ----------------------------------------------------- | ----------------------------------------------------- |
|                                                       |                                                       |                                                       |                                                       |                                                       |                                                       |                                                       |                                                       |                                                       |                                                       |                                                       |
|                                                       |                                                       | · =                                                   | · =                                                   | · =                                                   |                                                       |                                                       |                                                       | = · or                                                | = · or                                                | · =                                                   |
|                                                       |                                                       |                                                       |                                                       |                                                       |                                                       |                                                       |                                                       |                                                       |                                                       |                                                       |
| {∞,3}                                                 | t{∞,3}                                                | r{∞,3}                                                | t{3,∞}                                                | {3,∞}                                                 | rr{∞,3}                                               | tr{∞,3}                                               | sr{∞,3}                                               | h{∞,3}                                                | h2{∞,3}                                               | s{3,∞}                                                |
| Duales uniformes                                      |                                                       |                                                       |                                                       |                                                       |                                                       |                                                       |                                                       |                                                       |                                                       |                                                       |
|                                                       |                                                       |                                                       |                                                       |                                                       |                                                       |                                                       |                                                       |                                                       |                                                       |                                                       |
|                                                       |                                                       |                                                       |                                                       |                                                       |                                                       |                                                       |                                                       |                                                       |                                                       |                                                       |
| V∞3                                                   | V3.∞.∞                                                | V(3.∞)2                                               | V6.6.∞                                                | V3∞                                                   | V4.3.4.∞                                              | V4.6.∞                                                | V3.3.3.3.∞                                            | V(3.∞)3                                               |                                                       | V3.3.3.3.3.∞                                          |

## Subgrupos de congruencia
Los subgrupo importantes del grupo modular Γ, llamados  subgrupos de congruencia, se dan imponiendo una relación de congruencia en las matrices asociadas.
Existe un homomorfismo SL(2, Z) → SL(2, Z/NZ) natural que se obtiene al reducir las entradas mediante la operación módulo N. Esto induce un homomorfismo en el grupo modular PSL(2, Z) → PSL(2, Z/NZ). El núcleo de este homomorfismo se denomina subgrupo de congruencia principal del nivel N, denotado Γ(N). Se tiene la siguiente sucesión exacta:
{\displaystyle 1\to \Gamma (N)\to \Gamma \to {\mbox{PSL}}(2,\mathbf {Z} /N\mathbf {Z} )\to 1}.
El núcleo del homomorfismo Γ(N) es un subgrupo normal del grupo modular Γ. El grupo Γ(N) se da como el conjunto de todas las transformaciones modulares
{\displaystyle z\mapsto {\frac {az+b}{cz+d}}}
para las que a ≡ d ≡ ±1 (mod N) y b ≡ c ≡ 0 (mod N).
Es fácil demostrar que la traza de una matriz que representa un elemento de Γ(N) no puede ser -1, 0 o 1, por lo que estos subgrupos son torsiones (existen otros subgrupos sin torsión).
El principal subgrupo de congruencia del nivel 2, Γ(2), también se denomina grupo modular Λ. Dado que PSL(2, Z/2Z) es isomorfo al S3, Λ es un subgrupo de índice 6. El grupo Λ consta de todas las transformaciones modulares para las que a y d son impares y b y c son pares.
Otra familia importante de subgrupos de congruencia son los grupos modulares Γ0(N) definidos como el conjunto de todas las transformaciones modulares para las que c ≡ 0 (mod N), o de manera equivalente, como el subgrupo cuyas matrices se convierten a la forma triangular superior según el módulo de reducción N. Se debe tener en cuenta que Γ(N) es un subgrupo de Γ0(N). Las curvas modulares asociadas con estos grupos son un aspecto de monstrous moonshine -para un número primo p, la curva modular del normalizador es de genus cero si y solo si p divide el orden del grupo monstruo, o de manera equivalente, si p es un primo supersingular.

## Monoide diádico
Un subconjunto importante del grupo modular es el monoide diádico, que es el monoide de todas las cadenas de la forma STkSTmSTn... para enteros positivos k, m, n,.... Este monoide aparece naturalmente en el estudio de curvas fractales y describe las simetrías de la autosimilitud de la función de Cantor, de la función del signo de interrogación de Minkowski y del copo de nieve de Koch, siendo cada una un caso especial de la curva de De Rham general. El monoide también tiene representaciones lineales de dimensiones superiores. Por ejemplo, se puede entender que la representación N = 3 describe la auto-simetría de la curva del manjar blanco.

## Aplicaciones en el toro
El grupo GL(2, Z) coincide con las transformaciones lineales que conservan la retícula estándar Z2, y SL(2, Z) son las transformaciones que conservan la orientación y preservan esta retícula; así descienden a auto homeomorfismos del toro (tranformación SL a sistemas que preservan la orientación), y de hecho aplican isomórficamente al grupo de clases de aplicación (extendido) del toro, lo que significa que cada auto-homeomorfismo del toro es isotópico a una aplicación de esta forma. Las propiedades algebraicas de una matriz como elemento de GL(2, Z) corresponden a la dinámica de las transformaciones inducidas en el toro.

## Grupos de Hecke
El grupo modular se puede generalizar a los grupos de Hecke, denominados así en memoria de Erich Hecke, y definidos de la siguiente manera.
El grupo de Hecke Hq con q ≥ 3, es el grupo discreto generado por
{\displaystyle {\begin{aligned}z&\mapsto -{\frac {1}{z}}\\z&\mapsto z+\lambda _{q},\end{aligned}}}
donde λq = 2 cos πq. Para valores pequeños de q ≥ 3, se tiene que:
{\displaystyle {\begin{aligned}\lambda _{3}&=1,\\\lambda _{4}&={\sqrt {2}},\\\lambda _{5}&={\frac {1+{\sqrt {5}}}{2}},\\\lambda _{6}&={\sqrt {3}},\\\lambda _{8}&={\sqrt {2+{\sqrt {2}}}}.\end{aligned}}}
El grupo modular Γ es isomorfo a H3 y comparten propiedades y aplicaciones, por ejemplo, posee el producto libre de los grupos cíclicos.
{\displaystyle \Gamma \cong C_{2}*C_{3},}
más generalmente se tiene que
{\displaystyle H_{q}\cong C_{2}*C_{q},}
que corresponde al grupo triangular (2, q, ∞). De manera similar, existe una noción de subgrupos de congruencia principal asociada a los ideales principales en Z[λ].

## Historia
El grupo modular y sus subgrupos fueron estudiados en detalle por primera vez por Richard Dedekind y por Felix Klein como parte de su Programa de Erlangen en la década de 1870. Sin embargo, las funciones elípticas estrechamente relacionadas fueron estudiados por Joseph-Louis Lagrange en 1785, y Carl Gustav Jakob Jacobi y Niels Henrik Abel publicaron más resultados sobre funciones elípticas en 1827.